# مانیک حسین ملا
مانیک حسین ملا (بنگالی: মানিক হোসেন মোল্লা؛ زادهٔ ۱۱ مارس ۱۹۹۹) بازیکن فوتبال اهل بنگلادش است.
وی همچنین در تیم‌های ملی فوتبال بنگلادش و زیر ۲۳ سال بنگلادش بازی کرده است.